# Slowaaks voetbalelftal in 2005
Het Slowaaks voetbalelftal speelde twaalf interlands in het jaar 2005, waaronder tien duels in de kwalificatiereeks voor het WK voetbal 2006 in Duitsland. In de play-offs werd Slowakije over twee duels verslagen door Spanje. De selectie stond onder leiding van bondscoach Dušan Galis, de opvolger van de eind 2003 opgestapte Ladislav Jurkemik. Op de in 1993 geïntroduceerde FIFA-wereldranglijst steeg Slowakije in 2005 van de 53ste (januari 2005) naar de 45ste plaats (december 2005).

## Balans
| Wedstrijden | Wedstrijden | Wedstrijden | Wedstrijden | Doelpunten | Doelpunten | Doelpunten | Punten |
| Gespeeld    | Winst       | Gelijk      | Verlies     | Voor       | Tegen      | Saldo      | Punten |
| ----------- | ----------- | ----------- | ----------- | ---------- | ---------- | ---------- | ------ |
| 12          | 4           | 6           | 4           | 15         | 13         | +2         | 1.167  |

## Interlands
|                                                       |                                           |       |                                       |                                                                               |
| 9 februari Vriendschappelijk № 137 «onderlinge duels» | Roemenië                                  | 2 – 2 | Slowakije                             | GSZ Stadion, Larnaca Toeschouwers: 500 Scheidsrechter: Kostas Kapitanis (CYP) |
| 9 februari Vriendschappelijk № 137 «onderlinge duels» | Daniel Pancu 38' (pen.) Daniel Opriţa 89' |       | 12' Róbert Vittek 44' Miroslav Karhan | GSZ Stadion, Larnaca Toeschouwers: 500 Scheidsrechter: Kostas Kapitanis (CYP) |

|                                                             |                 |       |                                     |                                                                                     |
| 26 maart WK-kwalificatie № 138 «onderlinge duels» 17:00 uur | Estland         | 1 – 2 | Slowakije                           | A. Le Coq Arena, Tallinn Toeschouwers: 4.000 Scheidsrechter: Peter Fröjdfeldt (SWE) |
| 26 maart WK-kwalificatie № 138 «onderlinge duels» 17:00 uur | Andres Oper 58' |       | 59' Marek Mintál 66' Ľubomír Reiter | A. Le Coq Arena, Tallinn Toeschouwers: 4.000 Scheidsrechter: Peter Fröjdfeldt (SWE) |

|                                                   |                           |       |                    |                                                                                |
| 30 maart WK-kwalificatie № 139 «onderlinge duels» | Slowakije                 | 1 – 1 | Portugal           | Tehelné pole, Bratislava Toeschouwers: 28.000 Scheidsrechter: Alain Sars (FRA) |
| 30 maart WK-kwalificatie № 139 «onderlinge duels» | Miroslav Karhan 8' (pen.) |       | 62' Hélder Postiga | Tehelné pole, Bratislava Toeschouwers: 28.000 Scheidsrechter: Alain Sars (FRA) |

|                                                 |                                          |       |           |                                                                                       |
| 4 juni WK-kwalificatie № 140 «onderlinge duels» | Portugal                                 | 2 – 0 | Slowakije | Estadio da Luz, Lissabon Toeschouwers: 64.000 Scheidsrechter: Pierluigi Collina (ITA) |
| 4 juni WK-kwalificatie № 140 «onderlinge duels» | Fernando Meira 21' Cristiano Ronaldo 42' |       |           | Estadio da Luz, Lissabon Toeschouwers: 64.000 Scheidsrechter: Pierluigi Collina (ITA) |

|                                                           |           |                                                                       |           |                                                                                    |
| 8 juni WK-kwalificatie № 141 «onderlinge duels» 19:00 uur | Luxemburg | 0 – 4                                                                 | Slowakije | Stade Josy Barthel, Luxemburg Toeschouwers: 2.108 Scheidsrechter: Rob Styles (ENG) |
| 8 juni WK-kwalificatie № 141 «onderlinge duels» 19:00 uur |           | 5' Szilárd Németh 15' Marek Mintál 54' Karol Kisel 60' Ľubomír Reiter |           | Stade Josy Barthel, Luxemburg Toeschouwers: 2.108 Scheidsrechter: Rob Styles (ENG) |

|                                                      |               |       |           |                                                                                   |
| 17 augustus WK-kwalificatie № 142 «onderlinge duels» | Liechtenstein | 0 – 0 | Slowakije | Rheinpark Stadion, Vaduz Toeschouwers: 1.150 Scheidsrechter: Bertrand Layec (FRA) |
| 17 augustus WK-kwalificatie № 142 «onderlinge duels» |               |       |           | Rheinpark Stadion, Vaduz Toeschouwers: 1.150 Scheidsrechter: Bertrand Layec (FRA) |

|                                                        |                                                |       |           |                                                                                   |
| 3 september Vriendschappelijk № 143 «onderlinge duels» | Slowakije                                      | 2 – 0 | Duitsland | Tehelné pole, Bratislava Toeschouwers: 9.276 Scheidsrechter: Eric Braamhaar (NED) |
| 3 september Vriendschappelijk № 143 «onderlinge duels» | Miroslav Karhan 20' (pen.) Miroslav Karhan 38' |       |           | Tehelné pole, Bratislava Toeschouwers: 9.276 Scheidsrechter: Eric Braamhaar (NED) |

|                                                      |                   |       |                   |                                                                               |
| 7 september WK-kwalificatie № 144 «onderlinge duels» | Letland           | 1 – 1 | Slowakije         | Skonto Stadion, Riga Toeschouwers: 28.000 Scheidsrechter: Konrad Plautz (AUT) |
| 7 september WK-kwalificatie № 144 «onderlinge duels» | Juris Laizāns 74' |       | 36' Róbert Vittek | Skonto Stadion, Riga Toeschouwers: 28.000 Scheidsrechter: Konrad Plautz (AUT) |

|                                                              |                  |       |         |                                                                                   |
| 8 oktober WK-kwalificatie № 145 «onderlinge duels» 17:00 uur | Slowakije        | 1 – 0 | Estland | Tehelné Pole, Bratislava Toeschouwers: 12.837 Scheidsrechter: Paul Allaerts (BEL) |
| 8 oktober WK-kwalificatie № 145 «onderlinge duels» 17:00 uur | Peter Hlinka 76' |       |         | Tehelné Pole, Bratislava Toeschouwers: 12.837 Scheidsrechter: Paul Allaerts (BEL) |

|                                                     |           |       |         |                                                                                     |
| 12 oktober WK-kwalificatie № 146 «onderlinge duels» | Slowakije | 0 – 0 | Rusland | Tehelné pole, Bratislava Toeschouwers: 22.317 Scheidsrechter: Roberto Rosetti (ITA) |
| 12 oktober WK-kwalificatie № 146 «onderlinge duels» |           |       |         | Tehelné pole, Bratislava Toeschouwers: 22.317 Scheidsrechter: Roberto Rosetti (ITA) |

|                                                                |                                                                                                   |       |                    |                                                                                               |
| 12 november WK-kwalificatie Play-offs № 147 «onderlinge duels» | Spanje                                                                                            | 5 – 1 | Slowakije          | Estadio Vicente Calderón, Madrid Toeschouwers: 47.210 Scheidsrechter: Massimo De Santis (ITA) |
| 12 november WK-kwalificatie Play-offs № 147 «onderlinge duels» | Luis García 10' Luis García 18' Fernando Torres 65' (pen.) Luis García 74' Fernando Morientes 79' |       | 49' Szilárd Németh | Estadio Vicente Calderón, Madrid Toeschouwers: 47.210 Scheidsrechter: Massimo De Santis (ITA) |

|                                                                |                   |       |                 |                                                                                 |
| 16 november WK-kwalificatie Play-offs № 148 «onderlinge duels» | Slowakije         | 1 – 1 | Spanje          | Tehelné pole, Bratislava Toeschouwers: 23.587 Scheidsrechter: Markus Merk (GER) |
| 16 november WK-kwalificatie Play-offs № 148 «onderlinge duels» | Filip Hološko 50' |       | 71' David Villa | Tehelné pole, Bratislava Toeschouwers: 23.587 Scheidsrechter: Markus Merk (GER) |

## FIFA-wereldranglijst
| JAN | FEB | MAR | APR | MEI | JUN | JUL | AUG | SEP | OKT | NOV | DEC |
| --- | --- | --- | --- | --- | --- | --- | --- | --- | --- | --- | --- |
| 53  | 54  | 54  | 48  | 48  | 43  | 45  | 45  | 45  | 45  | 45  | 45  |

## Statistieken
| Kamil Čontofalský  | 1978-06-03 | FK Zenit Sint-Petersburg | 12 | 0 | 0 | 21 | 0  |
| Verdediging        |            |                          |    |   |   |    |    |
| Radoslav Zabavník  | 1980-09-16 | Sparta Praag             | 11 | 0 | 0 | 24 | 1  |
| Marián Had         | 1982-09-16 | 1. FC Brno               | 8  | 2 | 0 | 12 | 0  |
| Roman Kratochvíl   | 1974-06-24 | Denizlispor              | 7  | 0 | 0 | 33 | 0  |
| Martin Petráš      | 1979-11-02 | Heart of Midlothian      | 6  | 1 | 0 | 22 | 1  |
| Martin Škrtel      | 1984-12-15 | FK Zenit Sint-Petersburg | 6  | 0 | 0 | 8  | 0  |
| Stanislav Varga    | 1972-10-08 | Celtic                   | 5  | 1 | 0 | 52 | 1  |
| Vratislav Greško   | 1977-07-24 | Blackburn Rovers         | 4  | 1 | 0 | 29 | 2  |
| Jozef Valachovič   | 1975-07-12 | Rapid Wien               | 4  | 0 | 0 | 28 | 0  |
| Michal Hanek       | 1980-09-18 | Sparta Praag             | 3  | 0 | 0 | 14 | 0  |
| Marek Čech         | 1983-01-26 | FC Porto                 | 1  | 2 | 0 | 10 | 0  |
| Ján Ďurica         | 1981-11-10 | Artmedia Petržalka       | 1  | 2 | 0 | 7  | 0  |
| Matej Krajčík      | 1978-03-19 | Slavia Praag             | 1  | 0 | 0 | 1  | 0  |
| Middenveld         |            |                          |    |   |   |    |    |
| Peter Hlinka       | 1978-12-05 | Rapid Wien               | 10 | 2 | 1 | 24 | 1  |
| Miroslav Karhan    | 1976-06-21 | VfL Wolfsburg            | 10 | 0 | 4 | 75 | 9  |
| Marek Mintál       | 1977-09-02 | 1. FC Nürnberg           | 8  | 0 | 2 | 28 | 6  |
| Karol Kisel        | 1977-03-15 | Sparta Praag             | 5  | 4 | 1 | 23 | 1  |
| Ivan Hodúr         | 1979-10-07 | Slovan Liberec           | 4  | 0 | 0 | 5  | 0  |
| Rastislav Michalík | 1974-01-14 | SV Ried                  | 2  | 0 | 0 | 20 | 0  |
| Samuel Slovák      | 1975-10-17 | Slovan Bratislava        | 1  | 2 | 0 | 19 | 0  |
| Vladimír Janočko   | 1976-12-02 | Austria Wien             | 1  | 1 | 0 | 39 | 3  |
| Dusan Sninsky      | 1977-07-07 | Artmedia Bratislava      | 0  | 2 | 0 | 8  | 0  |
| Miroslav Barčík    | 1978-05-26 | MŠK Žilina               | 0  | 1 | 0 | 4  | 0  |
| Igor Demo          | 1975-09-18 | FC Nitra                 | 0  | 1 | 0 | 23 | 3  |
| Branislav Fodrek   | 1981-02-05 | Artmedia Bratislava      | 0  | 1 | 0 | 3  | 0  |
| Ján Kozák          | 1980-04-24 | West Bromwich Albion     | 0  | 1 | 0 | 2  | 0  |
| Marek Sapara       | 1982-07-31 | MFK Ružomberok           | 0  | 1 | 0 | 1  | 0  |
| Aanval             |            |                          |    |   |   |    |    |
| Róbert Vittek      | 1982-04-01 | 1. FC Nürnberg           | 9  | 1 | 2 | 37 | 13 |
| Szilárd Németh     | 1977-08-08 | RC Strasbourg            | 7  | 1 | 2 | 54 | 21 |
| Filip Hološko      | 1984-01-17 | Vestel Manisaspor        | 3  | 3 | 1 | 6  | 1  |
| Martin Jakubko     | 1980-02-26 | Dukla Banská Bystrica    | 3  | 2 | 0 | 7  | 0  |
| Stanislav Šesták   | 1982-12-16 | MŠK Žilina               | 1  | 0 | 0 | 5  | 0  |
| Ľubomír Reiter     | 1974-12-03 | Sigma Olomouc            | 0  | 6 | 2 | 28 | 9  |
| Mário Breška       | 1979-12-27 | Panionios                | 0  | 2 | 0 | 8  | 0  |
| Jozef Kožlej       | 1973-07-08 | Omonia Nicosia           | 0  | 1 | 0 | 24 | 3  |